# Microrregión de Jales
La microrregião de Jales es una de las microrregiones del estado brasilero de São Paulo perteneciente a la Mesorregión de São José do Río Preto. Tiene una población de 149.197 habitantes (IBGE/2010) y está dividida en 23 municipios. Posee un área total de 3.928,9 km².

## Municipios
- Aparecida d'Oeste
- Aspásia
- Dirce Reis
- Dolcinópolis
- Jales
- Marinópolis
- Mesópolis
- Nova Canaã Paulista
- Palmeira d'Oeste
- Paranapuã
- Pontalinda
- Populina
- Rubinéia
- Santa Albertina
- Santa Clara d'Oeste
- Santa Fé do Sul
- Santa Rita d'Oeste
- Santa Salete
- Santana da Ponte Pensa
- São Francisco
- Três Fronteiras
- Urânia
- Vitória Brasil